# Netti Christensen
Netti Christensen, auch Netty Christensen, geboren als Netti Davidsohn (* 21. Februar 1914 in Hamburg; † 1. März 2006 in Berlin) war eine deutsche Widerstandskämpferin gegen den Nationalsozialismus und Vorschulpädagogin.

## Leben und Wirken
Netti Davidsohn war die Tochter eines Metallarbeiters, der sich äußerst aktiv gewerkschaftlich engagierte. Nach dem Besuch der jüdischen Mädchenschule absolvierte sie die Kinderpflegerinnenausbildung. Anschließend besuchte sie das Fröbel-Seminar ihrer Heimatstadt. Die Ausbildung zur Kindergärtnerin konnte Netti Davidsohn nicht mehr abschließen, da sie wegen ihrer jüdischen Abstammung von der Schule verwiesen wurde.
Im Alter von 17 Jahren hatte sie sich dem Kommunistischen Jugendverband angeschlossen. Davidsohn wurde mehrmals verhaftet. Sie litt lebenslang unter den Folgen der Misshandlungen durch die Gestapo. 1935 konnte Netti Davidsohn nach Schweden flüchten. Bald wurde sie von der Kommunistischen Partei nach Dänemark geschickt. Von dort aus kämpfte sie innerhalb der dänischen Widerstandsbewegung gegen die Nazis und setzte sich für die Rettung der jüdischen Bevölkerung Dänemarks nach Schweden ein.  In der Hauptstadt Dänemarks lebte sie mit dem Kommunisten und Emigranten Wilhelm Wittkowski zusammen. Genannter wurde Januar 1941 von der dänischen Polizei an die Gestapo ausgeliefert. 1936 ging Netti Davidsohn eine Scheinehe ein, um die dänische Staatsangehörigkeit zu erhalten. Bereits ein Jahr später wurde die Ehe geschieden. In Kopenhagen erlernte sie den Beruf der Arbeitstherapeutin. Als solche arbeitete sie von 1943 bis 1945 am Orthopädischen Krankenhaus in Stockholm.
1946 kehrte Netti Christensen nach Deutschland in den sowjetisch besetzten Teil zurück. Sie arbeitete zunächst als Werklehrerin am Pestalozzi-Fröbel-Haus und im Hauptschulamt von Berlin, wo sie als Referentin für die Ausbildung von Kindergärtnerinnen verantwortlich zeichnete. Über die Ausbildungssituation der Kindergärtnerinnen in der Sowjetischen Besatzungszone/DDR berichtete sie später:

„Dabei mußten wir uns insbesondere in den ersten Jahren mit Vertreten der bürgerlichen Vorschulpädagogik, die vor allem auf die Ausbildung der Kindergärtnerinnen einen nicht unbedeutenden Einfluß ausübten, und mit Reformpädagogen und tiefenpsychologischen Auffassungen... auseinandersetzen und ihren Einfluß zurückdrängen“

Zwei Jahre später erhielt sie eine Anstellung als wissenschaftliche Aspirantin an der Pädagogischen Fakultät der Humboldt-Universität Berlin. Ferner war sie noch als Oberreferentin im Deutschen Pädagogischen Zentralinstitut angestellt. 1962 wurde sie zur Wissenschaftlichen Mitarbeiterin und anlässlich ihres 50. Geburtstages zur Studienrätin ernannt.
Netti Christensen hat durch Vorträge und Publikationen die Vorschulpädagogik der DDR beeinflusst und war am Auf- und Ausbau einer „sozialistisch orientierten Kindergartenpädagogik“ beteiligt. 1951 beschrieb sie den Auftrag des Kindergartens:
„Unser Kindergarten ist eine Einrichtung mit vorwiegend pädagogischem Charakter, und damit ein Teil des allgemeinen Bildungswesens. In Zusammenarbeit mit anderen gesellschaftlichen Einrichtungen, wie Familie, Schule, Junge Pioniere usw., hat er die Aufgabe, die sich aus dem Aufbau unserer antifaschistisch-demokratischen Ordnung ergibt: unsere Kinder zu fortschrittlichen Demokraten zu erziehen, zu bewußten und aktiven Erbauern einer helleren und glücklichern Zukunft unseres Volkes“
In ihrem Hauptwerk Über das Spiel der Vorschulkinder (1979) versuchten  Irmgard Launer und sie das Wesen des Spiels als besondere Form der menschlichen Tätigkeit im Sinne des historischen Materialismus zu begründen. Sie kritisierte die bürgerlichen Wissenschaftler, wie beispielsweise Erika Hoffmann und Karl Groos, die die Ansicht vertraten, die Arbeit hätte sich aus dem Spiel entwickelt.

„Das Spiel wird nur dort notwendig und möglich, wo die Vervollkommnung der Arbeitsmittel einen solchen Stand erreicht hat, daß die Kinder nicht mehr unmittelbar an der Sicherung ihrer Lebensgrundlage beteiligt sind. Die Teilung der Arbeit nach Geschlecht und Alter, zwischen Männer, Frauen und Kinder, die sich auf einer bestimmten Stufe der gesellschaftlichen Verhältnisse herausgebildet hat, ist Voraussetzung dafür, daß sich das Spiel der Kinder entwickeln konnte, da sie in dieser Periode weder zu ihrem Lebensunterhalt beizutragen brauchten und über die hierfür notwendigen Voraussetzungen verfügten... Das Spiel als eine besondere Form der menschlichen Tätigkeit wurde für die Kinder zur Notwendigkeit, nachdem auf einer bestimmten Stufe der Entwicklung der Produktivkräfte die Vervollkommnung der Arbeitsmittel einen solchen Stand erreicht hatte, daß ihre Handhabung nicht mehr ohne weiteres, ohne Vorbereitung hierfür möglich war.“

Während jedoch die Kleinkinderpädagogik seit Johann Georg Wirth und Friedrich Fröbel im Spiel die selbstständige Aneignung der Umwelt durch das Kind gesehen hatte, schien Christensen das Spiel vor allem deshalb von pädagogischem Wert, weil das Spiel der Weg des Kindes sei, sich in seine Umwelt einzugliedern.
Netti Christensen war für mehrere Jahre Mitarbeiterin und Redaktionsmitglied der 1948 gegründeten und in der DDR verbreiteten Fachzeitschrift Die Kindergärtnerin, ab 1951 Neue Erziehung im Kindergarten und Heim, schließlich ab 1955 Neue Erziehung im Kindergarten, für die sie Aufsätze insbesondere über das Wesen des Spiels sowie über Wesen und Funktion des Kindergartens in der Deutschen Demokratischen Republik verfasste.
Netti Christensen hat in der Gräberanlage für Opfer des Faschismus und Verfolgte des Naziregimes auf dem Zentralfriedhof Friedrichsfelde eine gemeinsame Grabstelle mit Hildegard Gurgeit.

## Mitgliedschaften
- FDGB
- KJVD 1932–1936
- Demokratischer Frauenbund Deutschlands
- Volkssolidarität
- Gesellschaft für Deutsch-Sowjetische Freundschaft

## Auszeichnungen
- 1958 Medaille für Kämpfer gegen den Faschismus 1933 bis 1945
- 1959 Dr.-Theodor-Neubauer-Medaille in Bronze
- 1960 Dr.-Theodor-Neubauer-Medaille in Silber
- 1966 Vaterländischer Verdienstorden in Bronze[2]
- 1967 Pestalozzi-Medaille für treue Dienste in Silber

## Schriften (Auswahl)
- Bemerkungen zur Frage der Planung. In: Neue Erziehung im Kindergarten und Heim. 1951/H. 1, S. 2–5.
- Der Kindergarten im Dorf. Erfahrungen aus der Praxis. Volk und Wissen, Berlin 1959, DNB 452406412.
- Das Rollenspiel des Kindes. Berlin 1962.
- Über das Wesen des Spiels. Ein Beitrag zur Theorie des Spiels. Berlin 1962, DNB 450781488.
- Wir wußten, was wir wollten. Erinnerungen an die ersten Jahre der sozialistischen Vorschulerziehung in der DDR. In: Neue Erziehung. 1979/H. 11, S. 1–2.
- Über das Spiel der Vorschulkinder. 6. Auflage. Berlin 1989, ISBN 3-06-262636-4.